# Třída L a M
Třída L a M byla třída torpédoborců britského královského námořnictva z období druhé světové války. Celkem bylo postaveno 16 jednotek této třídy. Za druhé světové války jich bylo devět ztraceno, včetně jedné jednotky provozované polským námořnictvem. Po válce získalo čtyři torpédoborce Turecko.

## Stavba
Jednalo se o zvětšenou verzi torpédoborců třídy J. Mimo jiné se lišily instalací výkonnějších dvouúčelových 120mm kanónů, které byly navíc umístěny do plně uzavřených dělových věží. Pro úsporu hmotnosti byly dále osazeny čtyřhlavňové torpédomety místo pětihlavňových u třídy J. Celkem bylo v letech 1938–1943 postaveno 16 jednotek tříd L a M. Výrazně zdržení postihlo torpédoborec Marksman, který byl před spuštěním na vodu zničen německým náletem a byl postaven znovu. Postaveny byly ve dvou sériích po osmi kusech, přičemž jména lodí v každé sérii začínají písmeny L a M.
Jednotky třídy L a M:
| Jméno                       | Loděnice                  | Založení kýlu | Spuštění na vodu   | Přijetí do služby | Status                                                                                  |
| --------------------------- | ------------------------- | ------------- | ------------------ | ----------------- | --------------------------------------------------------------------------------------- |
| Gurkha (G63, ex Larne)      | Cammell Laird, Birkenhead | 1938          | 8. července 1940   | únor 1941         | Dne 17. ledna 1942 potopen u libyjského pobřeží potopen německou ponorkou U-133.        |
| Laforey (G99)               | Yarrow, Scotstoun         | 1939          | 15. února 1941     | srpen 1941        | Vůdčí loď. Dne 30. března 1944 poblíž Sicílie potopen německou ponorkou U-223.          |
| Lance (G87)                 | Yarrow, Scotstoun         | 1939          | 28. listopadu 1940 | květen 1941       | Dne 9. dubna 1942 poblíž Malty těžce poškozen německými bombardéry, neopraven.          |
| Legion (G74)                | Hawthorn Leslie, Hebburn  | 1938          | 26. prosince 1939  | prosinec 1940     | Dne 26. března 1942 potopen náletem.                                                    |
| Lightning (G55)             | Hawthorn Leslie, Hebburn  | 1938          | 22. dubna 1940     | květen 1941       | Dne 12. března 1943 u alžírského pobřeží potopen německými torpdovými čluny S55 a S158. |
| Lively (G40)                | Cammell Laird, Birkenhead | 1938          | 28. ledna 1941     | červenec 1941     | Dne 11. května 1942 byl ve Středomoří potopen německými bombardéry.                     |
| Lookout (G32)               | Scotts, Greenock          | 1938          | 4. listopadu 1940  | leden 1942        | Prodán do šrotu 1948.                                                                   |
| Loyal (G15)                 | Scotts, Greenock          | 1938          | 8. října 1941      | říjen 1942        | Dne 12. října 1944 poškozen minou, neopraven.                                           |
| Mahratta (G23, ex Marksman) | Scotts, Greenock          | 1941          | 28. července 1942  | duben 1943        | Dne 25. února 1944 v Barentsově moři potopen německou ponorkou U-956.                   |
| Marne (G35)                 | Vickers-Armstrongs, Tyne  | 1939          | 30. října 1940     | prosinec 1941     | Od roku 1959 provozován Tureckem jako Mareşal Fevzi Çakmak. Vyřazen 1970.               |
| Martin (G44)                | Vickers-Armstrongs, Tyne  | 1939          | 12. prosince 1940  | duben 1942        | Dne 10. listopadu 1942 u alžírského pobřeží potopen německou ponorkou U-431.            |
| Matchless (G52)             | A. Stephen, Linthouse     | 1940          | 4. září 1941       | únor 1942         | Od roku 1959 provozován Tureckem jako Kılıç Ali Paşa. Vyřazen 1971.                     |
| Meteor (G74)                | A. Stephen, Linthouse     | 1940          | 3. listopadu 1941  | srpen 1942        | Od roku 1959 provozován Tureckem jako Piyale Paşa. Vyřazen 1970.                        |
| Milne (G14)                 | Scotts, Greenock          | 1940          | 30. prosince 1941  | srpen 1942        | Vůdčí loď. Od roku 1959 provozován Tureckem jako Alp Arslan. Vyřazen 1970.              |
| Musketeer (G86)             | Fairfield, Govan          | 1939          | 2. prosince 1941   | září 1942         | Prodán do šrotu 1955.                                                                   |
| Orkan (ex Myrmidon)         | Fairfield, Govan          | 1939          | 2. března 1942     | červenec 1942     | Dne 8. října 1943 při eskortě konvoje SC-143 potopen německou ponorkou U-378.           |

## Konstrukce

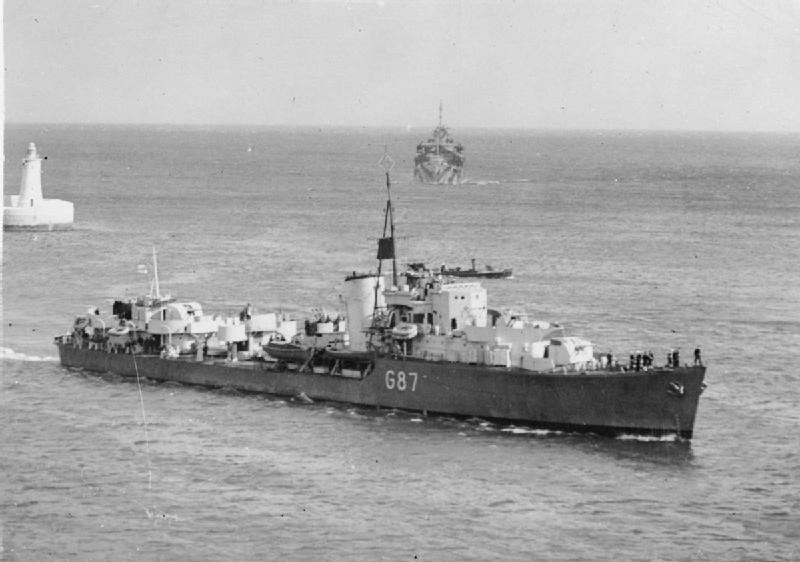
Torpédoborec HMS Lance patřil mezi čtyři jednotky nouzově vyzbrojené 102mm kanóny

Hlavní výzbroj představovalo šest dvouúčelových 120mm/50 kanónů QF Mk.XI, umístěných ve dvoudělových věžích. Kanóny měly elevaci 50°. Protiletadlovou výzbroj tvořily čtyři 40mm kanóny Pom-pom. Nesly též dva čtyřhlavňové 533mm torpédomety. K napadání ponorek sloužily dvě skluzavky a dva vrhače pro svrhávání hlubinných pum. Pohonný systém tvořily dva tříbubnové kotle Admiralty a dvě turbínová soustrojí Parsons o výkonu 48 000 hp, pohánějící dva lodní šrouby. Nejvyšší rychlost dosahovala 36 uzlů.

### Modifikace

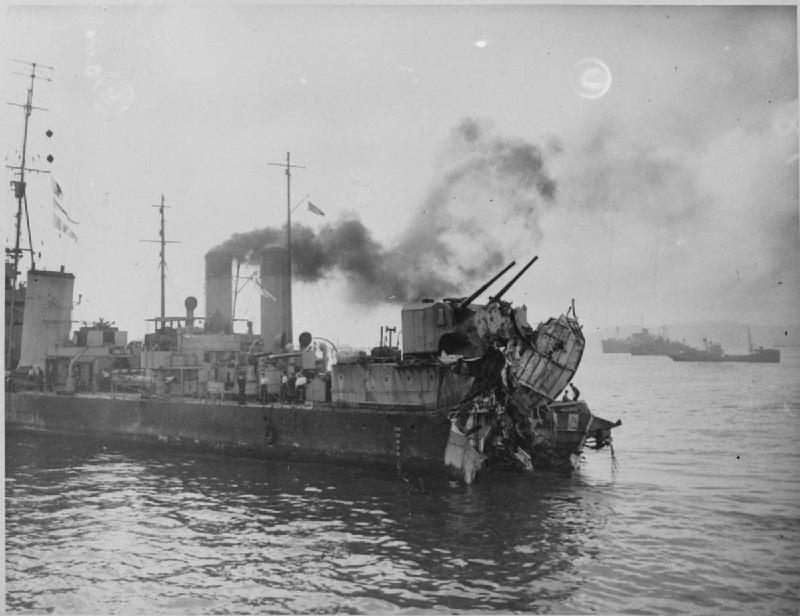
HMS Marne s utrženou zádí

Kvůli zpožděním v dodávkách 120mm kanónů FQ Mk.XI byly torpédoborce Gurkha, Lance, Legion a Lively vyzbrojeny osmi 102mm kanóny QF Mk.XVI HA ve dvouhlavňové lafetaci. Během služby byla výzbroj jednotlivých lodí různě modifikována. Všechny torpédoborce se 120mm kanóny (vyjma Loyal) měly jeden čtyřhlavňový torpédomet nahrazen jedním 102mm kanónem QF Mk.V HA. Zároveň byla protiletadlová výzbroj posílena o šest až deset 20mm kanónů.

## Operační služba
Za druhé světové války bylo ztraceno šest jednotek třídy L. Zbylé dvě byly vyřazeny v roce 1948. Z třídy M byly ve válce ztraceny tři jednotky. Ostatní sloužily v britském námořnictvu do poloviny 50. let. Musketeer byl roku 1955 vyřazen a zbylé čtyři kusy zakoupilo Turecko.

## Zahraniční uživatelé
Polsko

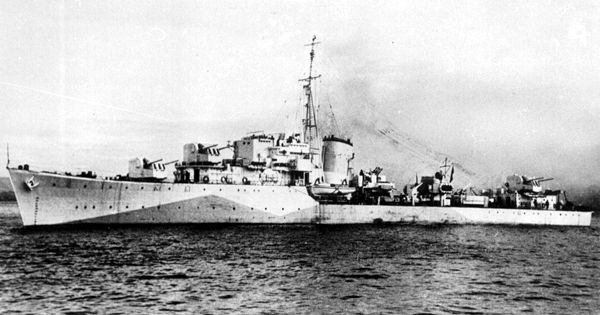
ORP Orkan

Torpédoborec Orkan (ex Myrmidon) byl 18. listopadu 1942 předán polskému námořnictvu. V roce 1943 byl potopen ponorkou.
 Turecko
Turecké námořnictvo v roce 1957 získalo torpédoborce Alp Arslam (ex Milne), Kılıç Ali Paşa (ex Matchless), Mareşal Fevzi Çakmak (ex Marne) a Piyale Paşa (ex Meteor). Vyřazeny byly v letech 1970–1971.